# Möte i julinatt
Möte i julinatt (franska: Rendez-vous de juillet) är en fransk komedifilm från 1949 i regi av Jacques Becker.

## Utmärkelser
Filmen vann Syndicat Français de la Critique de Cinéma et des Films de Télévisions pris för bästa film 1951.

## Rollista i urval
- Daniel Gélin - Lucien Bonnard
- Brigitte Auber - Thérèse Richard
- Nicole Courcel - Christine Courcel
- Pierre Trabaud - Pierre Rabut
- Maurice Ronet - Roger Moulin
- Philippe Mareuil - François Courcel
- Bernard Lajarrige - Guillaume Rousseau
- Louis Seigner - Levase
- Francis Mazière - Frédéric
- Jacques Fabbri - Bernard
- Paul Barge - M. Rabut
- Charles Camus - M. Bonnard, Luciens far
- Yvonne Yma - Mme. Bonnard, Luciens mor
- Capucine - Pierres vän
- Louisa Colpeyn - Betty
- Robert Le Béal - Jean Bonnard
- Simone Jarnac - Mme. Courcel, Christines mor
- Émile Ronet - M. Moulin, Rogers far